# (17029) Cuillandre
(17029) Cuillandre est un astéroïde de la ceinture principale.

## Description
(17029) Cuillandre est un astéroïde de la ceinture principale. Il fut découvert le 17 mars 1999 à Caussols par le projet ODAS. Il présente une orbite caractérisée par un demi-grand axe de 2,83 UA, une excentricité de 0,06 et une inclinaison de 1,5° par rapport à l'écliptique.

## Compléments